# Paul-Matthieu de La Foata
Paul-Matthieu de La Foata (né le 6 avril 1817 et mort le 3 janvier 1899 ) est un prélat catholique français et un écrivain en langue corse. Évêque d'Ajaccio, il mène au cours de son ministère une lutte ferme contre la morale laïque à l'école.

## Biographie
Durant ses études à Paris, il est l'élève de Joseph Hippolyte Guibert, qui sera son consécrateur principal au moment de son accession à l'épiscopat. De retour en Corse, il devient le curé de Corte.   
Paul-Matthieu Foata est nommé au siège épiscopal d'Ajaccio le 21 août 1877. A cette occasion, le prélat, qui est d'origine humble, ajoute la particule à son nom de famille. Aux élections législatives d'octobre 1877, il est le seul évêque à recommander publiquement un candidat : le 26 septembre, il écrit au baron Haussmann pour le féliciter de son œuvre de bâtisseur d'églises à Paris et le traite en bienfaiteur de la religion. Cette démarche est motivée par l'anticléricalisme militant de son adversaire politique, le prince Napoléon-Jérôme Bonaparte, jugé très sévèrement par le prélat. La lettre est volontairement rendue publique le 7 octobre par L'Aigle, journal local de l'Appel au peuple. Le fait est rapporté dans la presse parisienne mais la victoire d'Haussmann n'est pas critiquée par la majorité républicaine, pourtant très prompte à prononcer des invalidations électorales ; en effet, le caractère irascible des Corses n'eût pas toléré une telle ingérence venue de Paris.   
Nommé à la suite d'intrigues des bonapartistes, La Foata se livre au cours de son épiscopat à quelques actes de népotisme. Le préfet républicain, de ses opposants, relève de sa part une action paroissiale médiocre ; il semble qu'une partie du pouvoir de direction était en fait aux mains de l'évêque auxiliaire de son prédécesseur, De Peretti. Au cours des débats qui agitent l'épiscopat française dans les débuts de la Troisième République sur les rapports que l’Église doit entretenir avec l’État, Paul de la Foata se range parmi les évêques  intransigeants et adopte la théologie politique de Louis-Édouard Pie.  